# Gabriele Magni
Gabriele Magni (Pistoia, 3 de diciembre de 1973) es un deportista italiano que compitió en esgrima, especialista en la modalidad de florete.
Participó en los Juegos Olímpicos de Sídney 2000, obteniendo una medalla de bronce en la prueba por equipos (junto con Daniele Crosta, Salvatore Sanzo y Matteo Zennaro). Ganó una medalla de bronce en el Campeonato Europeo de Esgrima de 2000, también por equipos.

## Palmarés internacional
| Juegos Olímpicos   | Juegos Olímpicos   | Juegos Olímpicos  | Juegos Olímpicos    |
| Año                | Lugar              | Medalla           | Prueba              |
| ------------------ | ------------------ | ----------------- | ------------------- |
| 2000               | Sídney (Australia) | Medalla de bronce | Florete por equipos |
| Campeonato Europeo |                    |                   |                     |
| Año                | Lugar              | Medalla           | Prueba              |
| 2000               | Funchal (Portugal) | Medalla de bronce | Florete por equipos |